# Wolff Caspar von Sack
Wolff Caspar von Sack (auch Wolf Caspar) (geb. 9. Dezember 1679 in Schlesien; gest. 7. Juli 1739) war ein preußischer Landrat.

## Leben
Wolff Caspar von Sack immatrikulierte sich am 17. Mai 1698 an der Universität Frankfurt (Oder), von wo er am 13. Mai 1700 an die Universität Jena wechselte. Am 1. September 1721 wurde er nach erfolgreicher Wahl von Friedrich Wilhelm I. zum ersten Landrat des Kreises Züllichau ernannt. Das Amt als Landrat übte er bis zu seinem Tod im Jahr 1739 aus. Nachfolger wurde im gleichen Jahr zunächst noch interimistisch und 1740 endgültig sein Sohn Heinrich Adolph von Sack.

## Persönliches
Am 22. Juni 1706 wurde auf Matzdorf ein Ehegeld zwischen Wolff Caspar von Sack und Marianne Charlotte von Bünau in Höhe von 2.000 Talern vereinbart, welches am 6. Dezember 1707 confirmiert wurde. Wolff Caspar von Sack war anteilig Erbherr auf (Lang)-Heinersdorf (seit 1715 und 1718), sowie ebenfalls seit 1718 auf Bucke (Buckow) im Kreis Züllichau. 